# りそにゃ
- りそなホールディングス > りそにゃ

りそにゃは、りそなグループ（りそな銀行・埼玉りそな銀行・関西みらい銀行）のマスコットキャラクターである。

## 概要
2013年7月に、新しいコミュニケーションブランドの制定と共に登場した。それまで部署ごとに打ち出していた広告を束ねりそなグループとしてのブランドの統一を図るためでもあった。白い猫ではあるが2足歩行をし、上半身に緑（りそなグループのコーポレートカラー）のジャケットと緑のネクタイを身に付けている。「お客さまの目線を常に意識し冷静に自分たちのサービスを見つめ、従業員の向上を促す。」という思いが込められているためゆるきゃらではあるが鋭い目つきをしている。SNSを駆使したり、各地のりそなグループ各行営業拠点や地域のイベントに出張したり、2015年からはゆるキャラグランプリに参戦するなどして、りそなグループのPRに努めている。
また、ポスターや店舗・株主総会で配布されるグッズが作られている。登場以来、通帳やキャッシュカードのデザインには使用されていなかったが、2016年に「りそなスマート口座」のキャッシュカードで初めてりそにゃが採用された。
2017年11月18・19日、三重県桑名市にて開催された「ゆるキャラ®グランプリ2017 in 三重桑名・ナガシマリゾート」において115万0606票を獲得し、企業・その他部門で念願のグランプリに輝いた（ご当地部門グランプリのうなりくんの80万5328票をも上回る）。